# Francesco Mario Pagano
Francesco Mario Pagano (Brienza, 8 grudnia 1748 - Neapol 29 października 1799) – prawnik, filozof i dramaturg włoski, działacz Republiki Partenopejskiej roku 1799.

## Życiorys
Studiował prawo na uniwersytecie w Neapolu i rozpoczął prowadzenie praktyki adwokackiej. Jednocześnie wykładał etykę i prawo karne na uniwersytecie w Neapolu. Po ucieczce Ferdynanda I Burbona, został członkiem władz neapolitańskiej Republiki. Był jednym z autorów konstytucji tego mini państwa, znajdującego się pod kuratelą napoleońskiej Francji. Po zajęciu przez Anglię Republiki Partenopejskiej i powrocie króla Ferdynanda na tron, trybunał królewski skazał go na śmierć przez powieszenie. Wyrok wykonano 29 października 1799 roku.

## Dzieła

### Główne eseje
- Considerazioni sul processo criminale (1787)
- Saggi politici (1783)
- Principi del codice penale (1819)
- Logica dei probabili o teoria delle prove (1819)

### Dzieła teatralne
- Gli esuli Tebani (1782)
- Il Gerbino (1787)
- Agamennone (1787)
- Corradino (1789)
- Emilia (1792)